# William Babcock
William Babcock (* 1785 in Hinsdale, New Hampshire; † 20. Oktober 1838 in Penn Yan, New York) war ein US-amerikanischer Politiker. Zwischen 1831 und 1833 vertrat er den Bundesstaat New York im US-Repräsentantenhaus.

## Werdegang
William Babcock wurde ungefähr zwei Jahre nach dem Ende des Unabhängigkeitskrieges im Cheshire County geboren. 1813 zog er nach Penn Yan, wo er kaufmännischen Geschäften nachging. Nach der Formung des Yates County wurde er vom Gouverneur zum ersten County Treasurer ernannt. Politisch gehörte er der Anti-Masonic Party an. Bei den Kongresswahlen des Jahres 1830 für den 22. Kongress wurde Babcock im 26. Wahlbezirk von New York in das US-Repräsentantenhaus in Washington, D.C. gewählt, wo er am 4. März 1831 die Nachfolge von Jehiel H. Halsey und Robert S. Rose antrat, welche zuvor zusammen den 26. Distrikt von New York im US-Repräsentantenhaus vertraten. Er schied nach dem 3. März 1833 aus dem Kongress aus.
Nach seiner Kongresszeit ging er wieder kaufmännischen Geschäften nach, war aber auch als ein Hotelbesitzer tätig. Er verstarb am 20. Oktober 1838 in Penn Yan. Sein Leichnam wurde auf dem City Hill Cemetery in Torrey Township bei Penn Yan beigesetzt.